# Глобочица (Струга)
Глобочица (мкд. Глобочица) је насеље у Северној Македонији, у западном делу државе. Глобочица припада општини Струга.

## Географија
Насеље Глобочица је смештено у западном делу Северне Македоније. Од најближег града, Струге, насеље је удаљено 22 km северно.
Глобочица се налази у историјској области Дримкол, која обухвата горњи ток Црног Дрима. Насеље је смештено на западним падинама планине Караорман, у клисури Црног Дрима, где је образовано истоимено вештачко језеро Глобочица. Надморска висина насеља је приближно 700 метара.
Клима у насељу, и поред знатне надморске висине, има жупне одлике, па је пре умерено континентална него планинска.

## Становништво
Глобочица је према последњем попису из 2002. године била без становника. Село је расељено због образовања вештачког језера.
Претежно становништво у насељу били су етнички Македонци.
Већинска вероисповест било је православље.